# Еддінгтон (Пенсільванія)
Еддінгтон (англ. Eddington) — переписна місцевість (CDP) в США, в окрузі Бакс штату Пенсільванія. Населення — 1996 осіб (2020).

## Географія
Еддінгтон розташований за координатами 40°5′11″ пн. ш. 74°56′40″ зх. д. / 40.08639° пн. ш. 74.94444° зх. д. (40.086492, -74.944534).  За даними Бюро перепису населення США в 2010 році переписна місцевість мала площу 1,43 км², уся площа — суходіл.

## Демографія
Згідно з переписом 2010 року, у переписній місцевості мешкало 1906 осіб у 685 домогосподарствах у складі 530 родин. Густота населення становила 1330 осіб/км².  Було 704 помешкання (491/км²).
Расовий склад населення:
| - 94,5 % — білих - 2,2 % — азіатів - 0,4 % — чорних або афроамериканців - 0,2 % — корінних американців - 0,1 % — вихідців з тихоокеанських островів |

До двох чи більше рас належало 1,9 %. Частка іспаномовних становила 3,8 % від усіх жителів.
За віковим діапазоном населення розподілялося таким чином: 20,1 % — особи молодші 18 років, 63,7 % — особи у віці 18—64 років, 16,2 % — особи у віці 65 років та старші. Медіана віку мешканця становила 44,4 року. На 100 осіб жіночої статі у переписній місцевості припадало 103,2 чоловіків;  на 100 жінок у віці від 18 років та старших — 101,7 чоловіків також старших 18 років.
Середній дохід на одне домашнє господарство  становив 71 407 доларів США (медіана — 62 250), а середній дохід на одну сім'ю — 85 172 долари (медіана — 85 208). Медіана доходів становила 46 250 доларів для чоловіків та 49 563 долари для жінок. За межею бідності перебувало 18,9 % осіб, у тому числі 25,0 % дітей у віці до 18 років та 10,7 % осіб у віці 65 років та старших.
Цивільне працевлаштоване населення становило 905 осіб. Основні галузі зайнятості: освіта, охорона здоров'я та соціальна допомога — 23,1 %, мистецтво, розваги та відпочинок — 15,0 %, роздрібна торгівля — 14,8 %.